# Concerto grosso (Villa-Lobos)
Het Concerto grosso voor blaaskwartet en harmonieorkest is een compositie van Heitor Villa-Lobos.
Het werk in een voor de componist zeer ongebruikelijke orkestratie schreef Villa-Lobos voor het American Wind Symphony onder leiding van Robert Boudreau. Het was zijn tweede werk voor harmonieorkest en ook de tweede voor dat orkest. Villa-Lobos had destijds als gevolg van nierfalen een steeds slechter wordende gezondheid. Hij schreef het werk in Mexico, maar in plaats naar de Verenigde Staten te reizen vertrok hij naar thuisland Brazilië. Het werd een van zijn laatste voltooide werken; de première op 4 of 5 juli 1959 door genoemde combinatie in de buitenlucht van Pittsburgh kon hij al niet meer bijwonen. Hij overleed in november 1959. De componist droeg het werk op aan zijn vrouw Mindinha.
Delen:
- Allegro non troppo – piu mosso
- Allegretto scherzando – meno – tempo I – Quasi presto
- Andante – poco piu mosso – Andante come prima – molto allegro - cadenza

Orkestratie:
- dwarsfluit,  hobo,  klarinet,  fagot
- 2 piccolo’s, 5 dwarsfluiten, 5 hobo’s, 1 althobo, 5 klarinetten, 2 basklarinetten, 1 contrabasklarinet, 5 fagotten, 2 contrafagotten
- 6 hoorns, 3 bestrompetten, 2 c-trompetten, 2 flugelhorns, 4 trombones, 2 bastrombones, 1 tuba
- pauken, percussie, celesta, harp
- 2 contrabassen